# 선유도역
선유도역(仙遊島驛, Seonyudo station)은 서울특별시 영등포구에 위치한 서울 지하철 9호선의 지하철역이다. 인근의 선유도공원을 그대로 따서 역명을 제정했다. 안양천 하저터널로 신목동역과 연결된다.

## 역사
- 2008년 9월 18일: 선유도역으로 역명 결정[3]
- 2009년 7월 24일: 서울 지하철 9호선 개화~신논현 구간 개통과 함께 영업 개시

## 역 구조
승강장은 2면 4선 상대식이며, 스크린도어가 설치되어있다. 중앙의 2선은 승강장이 없는 급행 통과선이다. 한때는 일반열차가 급행열차를 먼저 보냈었으나, 2015년 3월 28일 9호선 2단계(신논현 ~ 종합운동장) 구간이 개통되면서 보내지 않게 되었다.

### 승강장
| 신목동 ↑ |
| \| 하    |
| ↓ 당산   |

| 하행 | ● 서울 지하철 9호선 | 일반 염창 · 김포공항 · 개화 방면                                                   |
| 상행 | ● 서울 지하철 9호선 | 일반 당산 · 노량진 · 동작(현충원)·신논현 · 선정릉 · 종합운동장 · 중앙보훈병원 방면 |

## 역 주변
- SK엔카본사 & 영등포지점
- 롯데웰푸드 본사, 영등포공장
- 선유도공원
- 서울당산초등학교
- 한강미디어고등학교
- 양평2동행정복지센터
- 양평성모병원
- 서울선유초등학교
- 선유중학교
- 선유고등학교
- 강서세무서
- 롯데홈쇼핑 본사
- 양화대교 방면

## 이용객 변동
2009년 자료는 개통일인 2009년 7월 24일부터 12월 31일까지인 161일치만이 반영된 것이다.
| 노선  | 노선 | 일평균 인원수 (명/일) | 일평균 인원수 (명/일) | 일평균 인원수 (명/일) | 일평균 인원수 (명/일) | 일평균 인원수 (명/일) | 일평균 인원수 (명/일) | 일평균 인원수 (명/일) | 일평균 인원수 (명/일) | 일평균 인원수 (명/일) | 각주  |
| 노선  | 노선 | 2009년                | 2010년                | 2011년                | 2012년                | 2013년                | 2014년                | 2015년                | 2016년                | 2017년                | 각주  |
| ----- | ---- | --------------------- | --------------------- | --------------------- | --------------------- | --------------------- | --------------------- | --------------------- | --------------------- | --------------------- | ----- |
| 9호선 | 승차 | 3,089                 | 4,062                 | 4,612                 | 5,412                 | 6,192                 | 6,591                 | 6,566                 | 6,632                 | 6,671                 | [ 4 ] |
| 9호선 | 하차 | 3,251                 | 4,262                 | 4,771                 | 5,469                 | 6,197                 | 6,590                 | 6,539                 | 6,617                 | 6,635                 | [ 4 ] |

## 인접한 역
| 서울 지하철 9호선    | 서울 지하철 9호선        | 서울 지하철 9호선          |
| -------------------- | ------------------------ | -------------------------- |
| 911 신목동 개화 방면 | ● 서울 지하철 9호선 일반 | 913 당산 중앙보훈병원 방면 |

## 사진

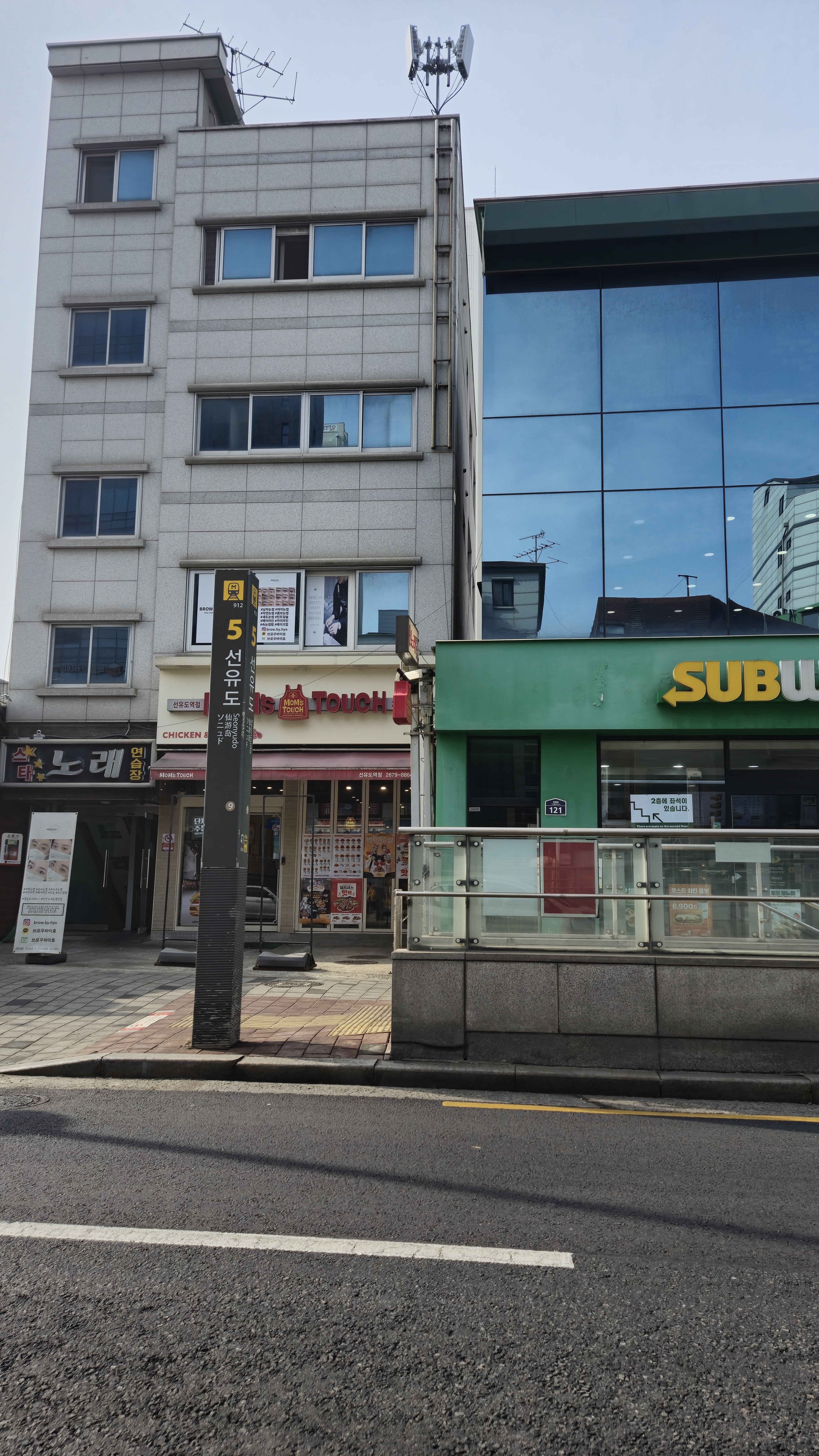
선유도역 5번출구
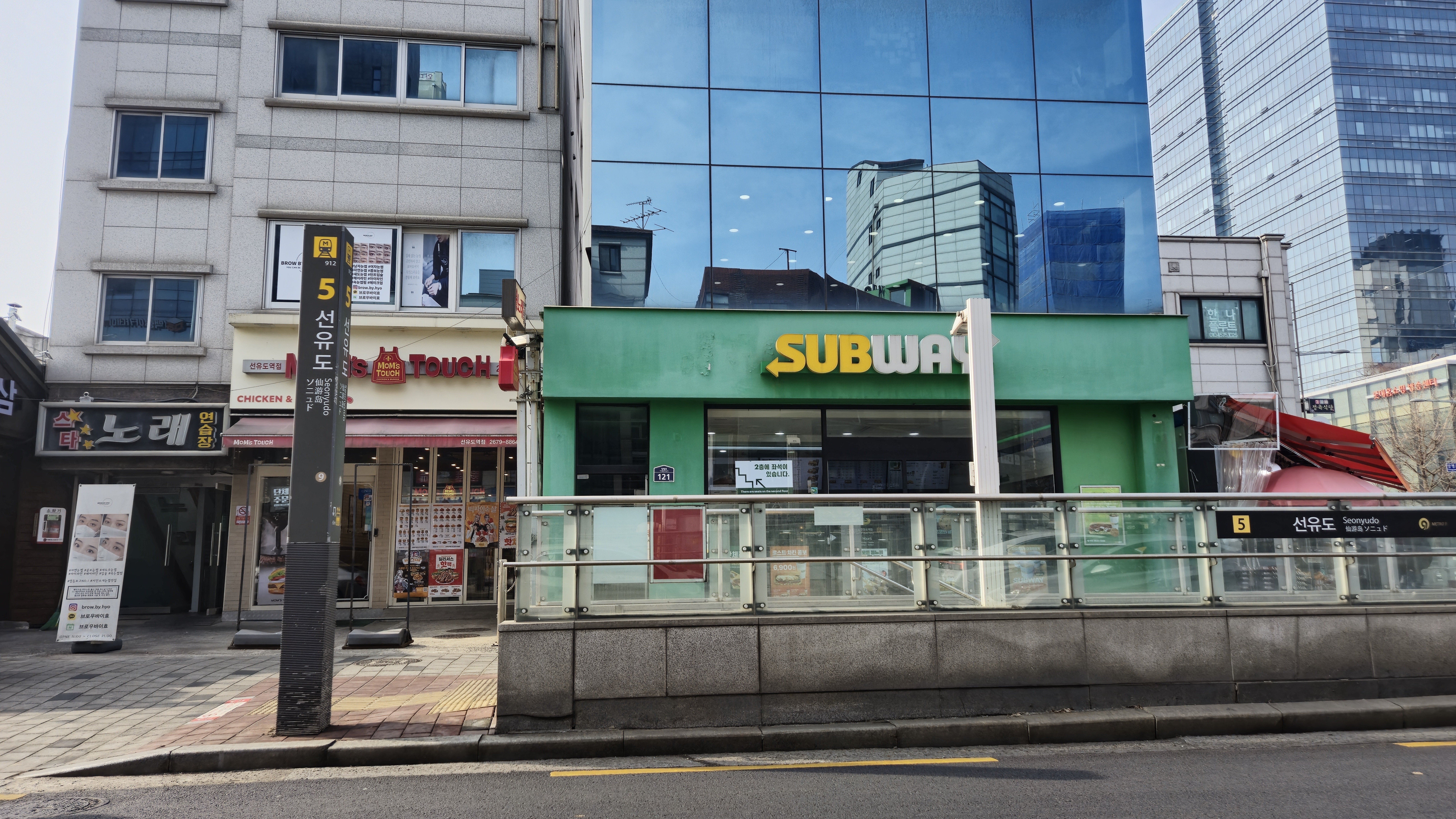
선유도역 5번출구(양평로 121)